# Imre
Imre ist ein häufig vorkommender ungarischer männlicher Vorname.

## Herkunft und Bedeutung
Imre ist die ungarische Form des germanischen männlichen Vornamens Emmerich; seine Popularität in Ungarn geht auf den heiligen Emmerich, einen Prinzen des 11. Jahrhunderts, zurück.

## Namensträger

### Vorname

#### B
- Imre Balog (* 1991), ungarischer Schachmeister
- Imre Bárány (* 1947), ungarischer Mathematiker
- Imre Békessy (1887–1951), österreichisch-ungarischer Journalist und Verleger
- Imre Bereknyei (* 1955), ungarischer Badmintonspieler
- Imre Bródy (1891–1944), ungarischer Physiker
- Imre Bujdosó (* 1959), ungarischer Säbelfechter und Trainer

#### C
- Imre Csáky (1672–1732), ungarischer Kardinal der katholischen Kirche
- Imre Csáky (1882–1961), ungarischer Politiker
- Imre Csiszár (* 1938), ungarischer Mathematiker

#### E
- Imre Alfréd Erőss (1909–1950), Weihbischof des Bistums Alba Iulia
- Imre Esterházy de Galántha (1663–1745), Metropolit, Erzbischof von Esztergom und Primas von Ungarn

#### F
- Imre Farkaszinski (1924–2015), ungarischer Fußballtrainer
- Imre Földes (1881–1948), ungarischer Maler und Grafiker
- Imre Földes (1881–1958), ungarischer Theaterschriftsteller
- Imre Földi (1938–2017), ungarischer Gewichtheber
- Imre Friváldszky von Friváld (1799–1870), ungarischer Botaniker, Entomologe und Arzt

#### G
- Imre Garaba (* 1958), ungarischer Fußballspieler
- Imre Gedővári (1951–2014), ungarischer Fechter
- Imre Grimm (* 1973), deutscher Journalist, Kolumnist, Buchautor und Satiriker
- Imre Gyöngyössy (1930–1994), ungarischer Filmregisseur und Drehbuchautor.

#### H
- Imre Harangi (1913–1979), ungarischer Boxer
- Imre Henszlmann (1813–1888), ungarischer Archäologe und Kunsthistoriker deutscher Abstammung
- Imre Héra (* 1986), ungarischer Schachmeister
- Imre Hódos (1928–1989), ungarischer Ringer
- Imre Hollai (1925–2017), ungarischer Politiker
- Imre Horváth (1901–1958), ungarischer Politiker und Diplomat

#### K
- Imre Kálmán (1882–1953), ungarischer Komponist
- Imre Kertész (1929–2016), ungarischer Schriftsteller
- Imre Kinszki (1901–1945), ungarischer Fotograf
- Imre Kiralfy (1845–1919), ungarnstämmiger Impresario und Veranstaltungsmanager
- Imre Kocsis (1937–1991), konkret-konstruktiver Grafiker
- Imre König (1901–1992), multinationaler Schachspieler
- Imre Kőszegi (* 1944), ungarischer Schlagzeuger des Modern Jazz
- Imre Kovács (1921–1996), ungarischer Fußballspieler
- Imre Kozma (1940–2024), ungarischer römisch-katholischer Geistlicher

#### L
- Imre Lakatos (1922–1974), ungarischer Wissenschaftstheoretiker und Mathematiker
- Imre Leader (* 1963), britischer Mathematiker
- Imre Lengyel (* 1977), ungarischer Wasserspringer
- Imre Lichtenfeld (1910–1998), Begründer des Krav Maga

#### M
- Imre Madách (1823–1864), ungarischer Dramatiker
- Imre Makovecz (1935–2011), ungarischer Architekt
- Imre Mudin (1887–1918), ungarischer Leichtathlet

#### N
- Imre Nagy (1896–1958), ungarischer Politiker und Agrarökonom
- Imre Németh (1917–1989), ungarischer Hammerwerfer
- Imre Nyéki (1928–1995), ungarischer Schwimmer

#### P
- Imre Payer (1888–1957), ungarischer Fußballspieler und -trainer
- Imre Peterdi (* 1980), ungarischer Eishockeyspieler
- Imre Polyák (1932–2010), ungarischer Ringer
- Imre Pozsgay (1933–2016), ungarischer Politiker
- Imre Pozsonyi (1880–1963), ungarischer Fußballspieler und -trainer

#### R
- Imre Rajczy (1911–1978), ungarischer Fechter
- Imre Reiner (1900–1987), ungarisch-schweizerischer Maler, Grafiker und bedeutender Schriftgestalter
- Imre Rokken (1903–1925), ungarischer Fußballspieler
- Imre Ruzsa (* 1953), ungarischer Mathematiker

#### S
- Imre Sarkadi (1921–1961), ungarischer Schriftsteller
- Imre Schlosser (1889–1959), ungarischer Fußballspieler
- Imre Schöffer (1884–1938), ungarischer Fußballspieler und -trainer
- Imre Soós (1930–1957), ungarischer Schauspieler
- Imre Steindl (1839–1902), ungarischer Architekt und Hochschullehrer
- Imre Szabics (* 1981), ungarischer Fußballspieler
- Imre Szekeres (* 1950), ungarischer Politiker
- Imre Szellő (* 1983), ungarischer Boxer
- Imre Szittya (* 1956), Basketballtrainer

#### T
- Imre Tagscherer (* 1972), ungarischer Biathlet und Skilangläufer
- Imre Timkó (1920–1988), ungarischer Bischof von Hajdúdorog
- Imre Török (1949), ungarisch-deutscher Schriftsteller, Vorsitzender des Verbandes deutscher Schriftsteller
- Imre Tóth, Geburtsname von Amerigo Tot (1909–1984), ungarischer Bildhauer
- Imre Tóth (1921–2010), ungarisch-deutscher Mathematikhistoriker, Philosoph und Altphilologe

#### V
- Imre Vallyon (* 1940), neuseeländischer Autor ungarischer Herkunft
- Imre Ványai (1904 – n. 1980), siebenbürgischer Maler und Grafiker
- Imre Varadi (* 1959), englischer Fußballspieler
- Imre Varga (1923–2019), ungarischer Bildhauer
- Imre Asztrik Várszegi (* 1946), emeritierter Erzabt der ungarischen benediktinischen Territorialabtei Pannonhalma

### Familienname
- Bence Imre (* 2002), ungarischer Handballspieler
- Elijah Imre (* 2003), österreichischer Fußballspieler
- Felix Imre (1917–1943), österreichischer Schneidergehilfe und Widerstandskämpfer gegen den Nationalsozialismus
- Géza Imre (* 1974), ungarischer Degenfechter